# Brun hønserikse
Brun hønserikse (Aramides wolfi) er en fugleart i familien Vandhøns (Rallidae), der findes i Colombia, Ecuador og muligvis Peru.
Dens naturlige levesteder er subtropiske eller tropiske fugtige lavtliggende skove, subtropiske eller tropiske mangroveskove og subtropiske eller tropiske sumpe. Det er truet på grund af tab  af habitat.
Binomialet til denne fugl fejrer den tyske naturforsker Theodor Wolf.